# Húnafjörður
L'Húnafjörður, toponyme islandais signifiant littéralement en français « le fjord  » est un fjord ouvrant sur la mer du Groenland, parfois considéré comme une baie, dans le Nord de l'Islande. Il se trouve dans le Sud-Est de l'Húnaflói, une vaste baie à l'est des Vestfirðir. Large d'une quinzaine de kilomètres et long d'une dizaine de kilomètres, l'Húnafjörður est délimité à l'ouest par la Vatnsnes, au sud par le Þingeyrasandur et à l'est par la Skagi où se trouve Blönduós, le seul village sur les rives du fjord.

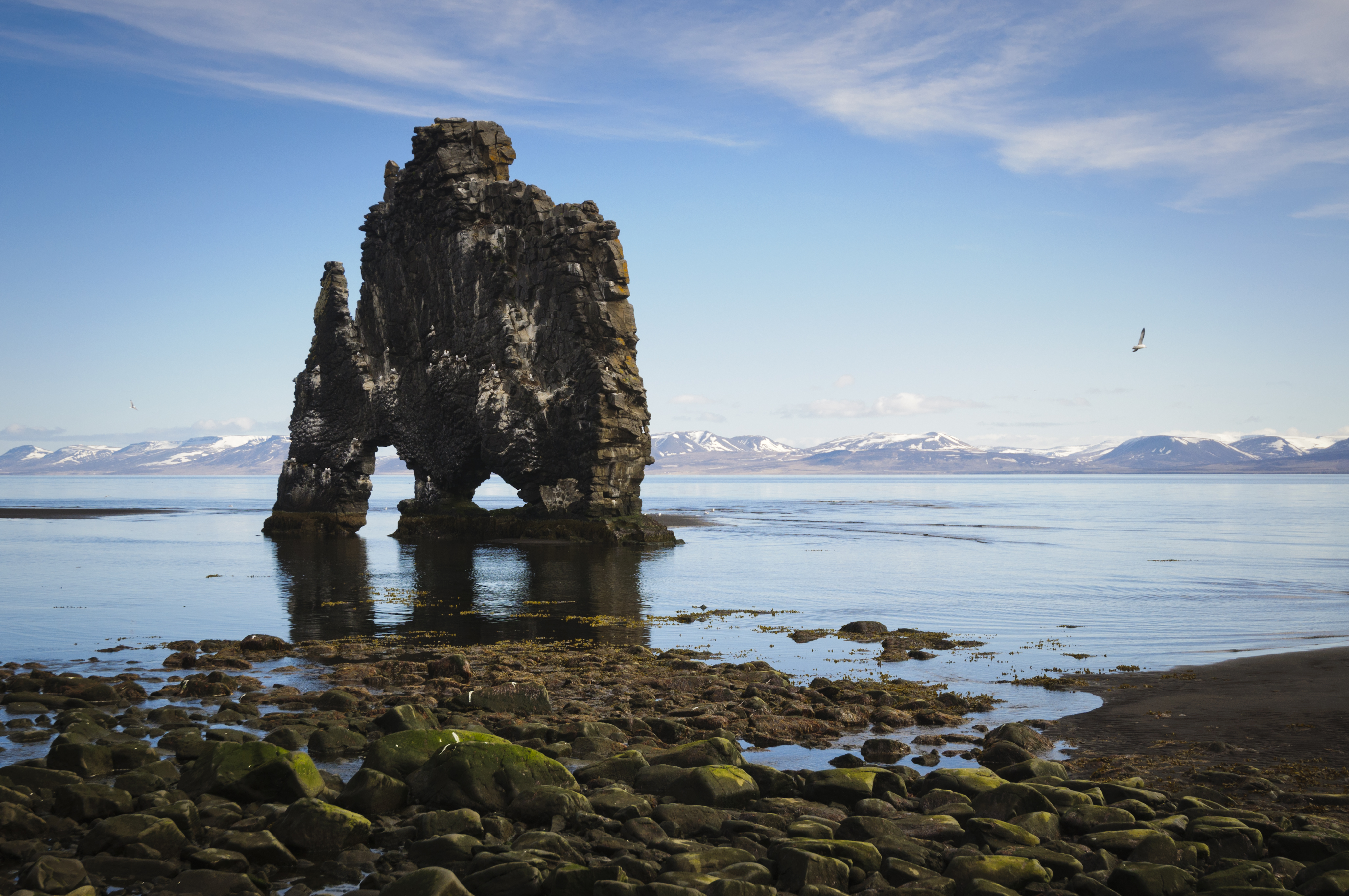
Le Hvítserkur baigné par l'Húnafjörður avec en fond les montagnes de la Skaga.